# Thomas Calvert McClary
Thomas Calvert McClary (geboren am 13. Februar 1909 in Illinois; gestorben 1972) war ein amerikanischer Schriftsteller. Er schrieb Reden, arbeitete als Ghostwriter und war Verfasser zahlreicher Western. Außerdem schrieb er Science-Fiction.
Der unter dem Eindruck der Weltwirtschaftskrise geschriebene pessimistische Roman Rebirth (1934, zuerst als Fortsetzungsroman in Astounding erschienen, deutsch Die neue Menschheit) gilt als Klassiker der Science-Fiction.

## Bibliografie

### Science-Fiction
Sind bei den Originalausgaben zwei Erscheinungsjahre angegeben, so ist das erste das des Erstdrucks und das zweite das der Erstausgabe (als Buch).
Romane
- Rebirth: When Everyone Forgot (1934, 1944, 1951)
  - Deutsch: Die neue Menschheit. Pabel (Utopia Zukunftsroman #447), 1965.
- Three Thousand Years (1938, 1954)

Dr. Conklin (Kurzgeschichten, als Calvin Peregoy)
- 1 Short-Wave Castle (1934)
- 2 Dr. Conklin--Pacifist (1934)
- 3 Shortwave Experiment (1935)

Kurzgeschichten
- We Was Robbed (1937)
- The Terrible Sense (1938, als Calvin Peregoy)
- Parole (1939)
- The Tommyknocker (1940)
- The Case of Jack Freysling (1944)
- The Celestial Brake (1953)
- The Body and the Brain (1958)

### Western
als Thomas Calvert McClary
- “Sussy” (1934)
- Last of the Darrells (1938)
- Bill Cody’s Wife (1939)
- Tiana Houston (1939)
- The Pony Express (1939)
- Kate Shell (1939)
- Elizabeth Bacon Custer (1939)
- Jessie Benton Fremont (1939)
- Zerelda James (1939)
- Dona Sophia (1939)
- Abigail Snowden (1939)
- Querida (1939)
- The Widow Crockett (1940)
- Dusty Valentine (1940, als Patsy Perrigorde)
- Kit Carson’s Bride (1940)
- Women Behind the Men of the West (1940)
- Babe of the Alamo (1940)
- Prairie Wedding (1940, als Patsy Perrigorde)
- Cowboy Takes a Mate (1940)
- God Help That Greenhorn Caravan! (1941, auch als Wagon Wheels, Rolling to Doom!)
- Wagon Wheels, Rolling to Doom! (1941, auch als God Help That Greenhorn Caravan!)
- One Came Back (1942, auch als Dying Feudists of Hell’s Kitchen, auch als Thomas Calvert)
- Guns on the Hondo Trail (1942)
- Cavalrymen Never Die! (1942, auch als Powderpuff’s Last Battle Call)
- The Making of the Tondo Kid (1942)
- Powderpuff’s Last Battle Call (1942, auch als Cavalrymen Never Die!)
- Half Pint of Hell (1942)
- An Officer Is Like a Horse (1943)
- Secret of the Jackrabbit Kid (1943)
- Rodeo Man (1943)
- A Bullet for the Mohave Kid (1943)
- The Last Bullet (1943)
- Summons to Boothill (1943); see also under Thomas Calvert.
- Shavetail’s Trigger Tonic (1944)
- A Bullet in Time (1944)
- Dead Man’s Ride (1944)
- Fiddle-Foot Trail (1944)
- The Kid Gets Through (1944, auch als Thomas Calvert)
- The Scalp-Trail Kid (1944)
- Purgatory Patrol (1945)
- Buckaroo from Brooklyn (1945)
- Satan’s Own Range (1945)
- Prey for Devil’s Canyon (1945)
- Trigger-Sudden (1945)
- Six-Gun Bred (1945)
- Gun-Sudden (1945)
- Death for Two (1945)
- Avalanche (1945)
- King of Devil’s Range (1946)
- Ride Out and Fight! (1946)
- Sunup at Kaycee (1946, auch als Thomas Calvert)
- Rocky Mountain Kid (1946)
- Johnny Giles Rides Home (1946)
- Manhunters Ride Alone (1946)
- They Will Remember (1946)
- Dead Man’s Bluff (1946)
- A Bullet for the Rincon Kid (1947)
- Half Pint Kelley Makes a Texan (1947)
- The Breaking of the Iron Duke (1947)
- The Passing of the Brazos Kid (1947)
- Scalptrail Patrol (1947, auch als Thomas Calvert)

als Thomas Calvert
- Leatherneck (1939)
- The Girl from Pagan Valley (1939)
- Sandstorm Sweetheart (1939)
- Manana We’ll Get Married (1939)
- Salome Gets a Head (1940)
- This Is a First Time, Too, Joan (1940)
- Heart on Trail (1940)
- Dying Feudists of Hell’s Kitchen (1942, auch als One Came Back von Thomas Calvert McClary)
- Dude in Her Heart (1942, auch als Music and Madness)
- Gunman’s Girl (1942)
- The Banjo Man (1942)
- Woman Tamer! (1942)
- Golden-Haired Feud-Maker (1942)
- The Rose of Boothill Basin (1942, auch als Tenderfoot Rose of Boothill Basin)
- A Girl to Tame a Texan (1943)
- Tinhorn, Roll Up Your Sleeves! (1943)
- The Clumsy Cavalier (1943)
- Nobody’s Darling (1943)
- Summons to Boothill (1943, auch als Thomas Calvert McClary)
- Trouble Trail—for Two (1943)
- Sassy Little Rebel (1944, auch als Siren and the Saddle Bum)
- Siren and the Saddle Bum (1944), as “Sassy Little Rebel”.
- Last Deal (1944)
- The Kid Who Wouldn’t Be Tamed (1944, auch als Wild but Willing)
- Medals for Her Heart (1944)
- Wild but Willing (1944, auch als The Kid Who Wouldn’t Be Tamed)
- A Man’s Way (1945)
- The Killer (1945)
- The Fourflush (1946)
- Doom for the Cheyenne Kid (1946)
- Hell on the Hoof (1946)
- Ambush at Sundown (1946)
- King of Thunder Rock (1947)
- Boothill Roundup (1947)
- King of Horse Thief Range (1947)
- Fast Man—Slow Grave (1948)
- The Cowboys in Kitty’s Corral (1949)
- Don’t Stampede a Stranger (1949)
- The Trail King (1949)
- I’ll Live—and Die—for Texas! (1949)
- The Hooked Horn Stampeders (1950)
- Death Rods This Range (1950)
- Rope’s End (1951)
- Big Wind (1951)
- Teabone Tries Again (1951)
- Cowboy’s Whirlwind Courting (1952)
- War Knife (1952)
- Play It Rough (1952)
- The Ute Kid (1953)
- West (1953)
- The Last Wild One (1953)
- Drifter’s Darling (1953)
- Bushwhacked Hearts (1954)
- Stars in Her Eyes (1954)
- Heartbreak Range (1954)
- Wild, Free and Adorable (1954)
- The Breaking of Maribelle Blood (1954)